# (243440) Colonia
(243440) Colonia est un astéroïde de la ceinture principale.

## Description
(243440) Colonia est un astéroïde de la ceinture principale. Il fut découvert le 17 mars 2009 à Taunus par Stefan Karge et Erwin Schwab. Il présente une orbite caractérisée par un demi-grand axe de 2,80 UA, une excentricité de 0,21 et une inclinaison de 3,4° par rapport à l'écliptique.

## Compléments